# چنارلی (یورغیر)
چنارلی (به ترکی استانبولی: Çınarlı) یک منطقهٔ مسکونی در ترکیه است که در یورغیر واقع شده‌است.